# Єфремовка (Ростовська область)
Єфремовка — село у складі Федоровського сільського поселення Неклинівського району Ростовської області.
Населення — 993 осіб (2010 рік).

## Історія
Слобода Єфремовка була заснована 1853 року. Вона розташована на відстані 40 кілометрів від Таганрога. Територія Єфремовки Міуського округу була заселена власницькими селянами, що належать поміщиці Платовій. Кріпаки були переселені на ці землі з Данилівки Усть-Медведицького округу Області Війська Донського.
Назву слобода отримала за ім'ям своєї господині — Анни Стефанівни Платової, до шлюбу Єфремової. Слобода Єфремовка межувала зі слободою Федоровкою, селищем Васильєво-Ханжоновським, селищем Іванівським, слободою Греково-Тимофєєвою. Слобода була розташована вздовж лівого берега річки Мокрий Яланчик.
Єфремовські селяни не вважалися бідняками, бо на початку існування слободи жили досить заможно. Поміщиця ставилася до селян терпимо: вони, бачачи це, певну частину часу працювали на себе, поступово облаштовували свій побут. Коли кріпацтво було скасовано, поміщиця запропонувала своїм колишнім кріпакам купити землю, на якій вони працювали й жили — але ті відмовилися. Чомусь більша частина селян вважала, що земля й так повинна перейти у їхню власність. Лише зовсім невелика кількість людей погодилася на цю угоду. Через деякий час банк купив володіння графині Платової й перепродав її німцям. Так, ціна на оренду землі стала вищою, багато селян стали бідувати й шкодувати про відмову. Займалися вони в основному землеробством.

## Вулиці
| - вул. Донська, - вул. Дружби, - вул. Зарічна, - вул. Миру, - вул. Молодіжна, - вул. Новобудова, - вул. В. В. Овечкіна, | - вул. Жовтнева, - вул. Першотравнева, - вул. Садова, - вул. Радянська, - вул. Соціалістична, - вул. Транспортна, - вул. Хорошилова. |